# Luka Velimirović
Luka Velimirović (8 agosto 1999) è un giocatore di football americano serbo, che gioca nel ruolo di defensive lineman per i Beograd Vukovi.